# Teucholabis (Paratropesa) subcollaris
Teucholabis (Paratropesa) subcollaris is een tweevleugelige uit de familie steltmuggen (Limoniidae). De soort komt voor in het Neotropisch gebied.